# こきざみインディアン
こきざみインディアンは、オリジンに所属するお笑いコンビ。

## メンバー
- さーねー（本名：儀間 真幸（ぎま さねとも）、1982年7月28日 -）。沖縄県南城市（旧・島尻郡玉城村）出身。O型。主にボケ担当。儀間真常は祖先に当たる。

- もーりー（本名：城間 盛次（しろま もりつぐ）、1982年5月11日 -）。沖縄県南城市（旧・島尻郡玉城村）出身。A型。主にツッコミ担当。

## 来歴
- もーりーとさーねーともに沖縄県出身の幼なじみ。1998年、2人が16歳のときオリジン新人発掘オーディションを受け、これを機にコンビ結成。
- 2010年3月の沖縄国際映画祭ビーチステージのお笑いライブに沖縄芸人としてパーラナイサーラナイ・ウーマクーボーイズと共に参加。

## 受賞歴
- 2002年 「FECお笑い選手権」グランプリ。
- 2003年 「FECお笑い選手権」グランプリ。
- 2005年 「みほそ祭りお笑い舞天大賞」グランプリ。
- 2007年　OTV「第1回O-1グランプリ」準優勝。
- 2008年　OTV「第2回O-1グランプリ」優勝。
- 2009年　OTV「第3回O-1グランプリ」優勝。
- 2010年　OTV「第4回O-1グランプリ」優勝。
- 2013年　QAB「第1回お笑いバイアスロン」優勝。

## 出演

### テレビ
- 2001年4月～2002年6月29日　OTV「ez!anゴーゴー」※テレビ初出演兼初レギュラー。
- 2001年～2002年　RBC「ドリームジャングル」
- 2001年～2002年　RBC「笑ってイージャン」
- 2002年～2003年　NHK「爆笑オンエアバトル」戦績0勝2敗 最高365KB
  - 「こきざみ」名義で出演。
- 2003年～2004年　RBC「Paboo」
- 2004年　OTV　「24時間テレビ　愛は地球を救う」
- 2004年～2008年　OTV「Oh！笑いけんさんぴん」
- 2005年～2006年　RBC「ジョートーTV」
- 2006年　CSファミリー劇場「ますだおかだの出たぁトコ勝負L-1グランプリ」
- 2007年　OTV「第1回新春!oh笑い O-1グランプリ」
- 2007年　OTV「郷土劇場民謡新春特番」
- 2007年　ONB「内地づま座談会」
- 2008年　RBC「笑月の乱～チューバー芸人の戦い～」
- 2008年　OTV「第2回O-1グランプリ」
- 2008年　RBC「ジョートーTV」（さーねー）
- 2008年　YTV「ケンドーコバヤシのお笑いブートキャンプ」
- 2009年～　OTVひーぷー☆ホップ
- 2010年3月31日　TBS「あらびき団」「大あらびき団 in 沖縄 90分拡大SP」
- 2013年～　QAB「こきざみぷらす」
- 2022年～    QAB 「CATCHY」さーねーのみ

### ラジオ
- 2001年～2002年　FM沖縄「ウラドラ」
- 2002年～2003年　FM沖縄「新春特番　おめでとう！」
- 2002年～2003年　タイフーンfm「こきざみインディアンのナイトDEナイト」
- 2003年～　タイフーンfm「オリジンアワー」木曜日 レギュラー出演
- 2006年～2007年　FM沖縄「島人　夢シゴト」（もーりー）
- 2007年～2008年　FM沖縄「GOGO夢シゴト」（もーりー）
- 2008年～　ROK「What a（わったー）ラジオ」
- こきざみインディアンの1杯目から！（2025年4月6日[1] - 、RBCiラジオ） - MC[2]

### 吹き替え
- 2023年　映画「マーベルズ」（さーねー）[3]

### CM
- 2002年　au沖縄セルラー
- 2007年　RBC飲酒運転撲滅運動